# Gyermely, Komárom-Esztergom
Gyermely  este un sat în districtul Tatabánya, județul Komárom-Esztergom, Ungaria, având o populație de 1.405 locuitori (2011). 

## Demografie
Componența etnică a satului Gyermely
     Maghiari (91,04%)
     Germani (7,19%)
     Necunoscut (0,52%)
     Alții (1,26%)
Componența confesională a satului Gyermely
     Romano-catolici (44,2%)
     Reformați (20,21%)
     Fără religie (9,68%)
     Atei (1,28%)
     Necunoscută (23,56%)
     Alte religii (1,85%)
Conform recensământului din 2011, satul Gyermely avea 1.405 locuitori. Din punct de vedere etnic, majoritatea locuitorilor (91,04%) erau maghiari, cu o minoritate de germani (7,19%). Apartenența etnică nu este cunoscută în cazul a 0,52% din locuitori. Nu există o religie majoritară, locuitorii fiind romano-catolici (44,2%), reformați (20,21%), persoane fără religie (9,68%) și atei (1,28%). Pentru 23,56% din locuitori nu este cunoscută apartenența confesională.